# Sierra Foothills AVA

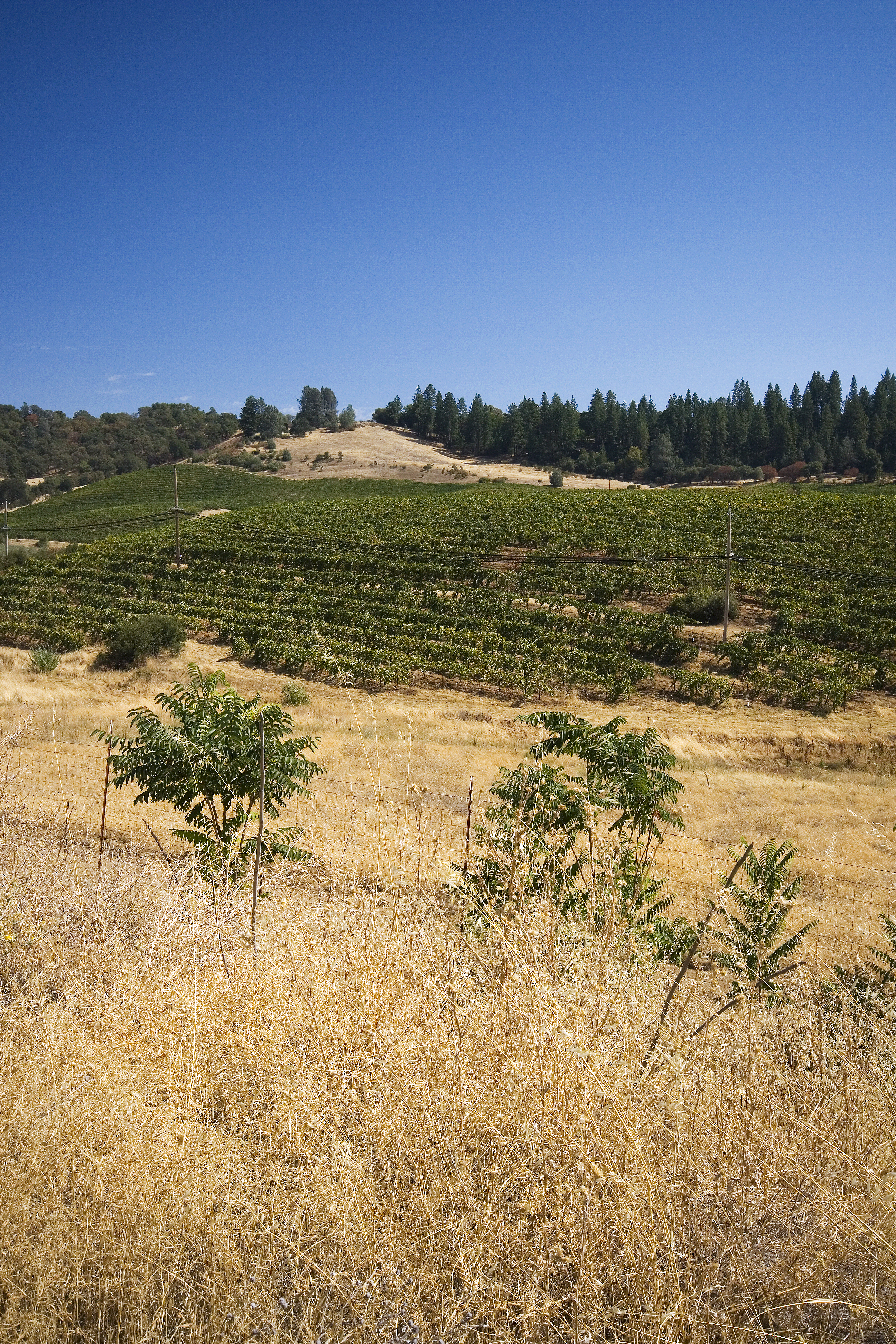
Wijngaarden van Sobon Estates in Shenandoah Valley in Amador County.

De Sierra Foothills AVA is een American Viticultural Area in de Amerikaanse staat Californië. Ze ligt in de westelijke uitlopers van de Sierra Nevada, in de county's Amador, Calaveras, El Dorado, Mariposa, Nevada, Placer, Tuolumne en Yuba. De wijnstreek beslaat zo'n 11.500 km², maar is voor slechts 23 km² beplant met wijngaarden. De meest geplante druif is zinfandel, gevolgd door cabernet sauvignon en syrah. Er zijn meer dan 100 wijnhuizen actief in de regio, al gaat het vooral om kleine familiezaken. Binnen deze AVA liggen er een aantal kleinere AVA's: California Shenandoah Valley AVA, El Dorado AVA, Fair Play AVA, Fiddletown AVA en North Yuba AVA. De erkenning dateert uit 1987.